# Пецухи
Пецухи (пол. Piecuchy, нім. Wessolygrund; 1933-45: Freudengrund) — село в Польщі, у гміні Щитно Щиценського повіту Вармінсько-Мазурського воєводства.
Населення — 96 осіб (2011).
У 1975-1998 роках село належало до Ольштинського воєводства.

## Демографія
Демографічна структура станом на 31 березня 2011 року:
|          | Загалом | Допрацездатний вік | Працездатний вік | Постпрацездатний вік |
| -------- | ------- | ------------------ | ---------------- | -------------------- |
| Чоловіки | 52      | 15                 | 33               | 4                    |
| Жінки    | 44      | 11                 | 24               | 9                    |
| Разом    | 96      | 26                 | 57               | 13                   |